# エウレカセブン グラヴィティボーイズ&リフティングガール
『エウレカセブン グラヴィティボーイズ&リフティングガール』は、月刊コンプティークにて連載された漫画作品。メディアミックスプロジェクトの『Project EUREKA』の作品群の一つ。単行本全2巻。 

## 概要
アニメ『交響詩篇エウレカセブン』やゲーム『エウレカセブン TR:1 NEW WAVE』『エウレカセブン NEW VISION』と同じ世界観を共有する漫画作品。『NEW WAVE』の4年前（アニメの9年前）という時系列としては一番古い時代を描いており、プロジェクトエウレカの作品の中では最初の世界の話である。主人公は、ゲームと同じくサムナとルリ。彼らが14歳の頃からNW（ニューウェーブ）で出会うまでの4年間の物語であり、シリーズ構成の佐藤大からは『Xスポ根青春マンガ版エウレカセブン』と銘打たれている。ストーリーは1話毎にサムナ視点、ルリ視点が交互に描かれている。ゲーム版の過去編という扱いである為、一部の登場人物はゲーム本編においても再登場を果たしている。また、アニメ本編に登場する人物もおり、こちらは1話だけのゲストキャラクターとして当時の姿で登場する。

## ストーリー
名家スタージョン家の6人兄弟の末っ子サムナ・スタージョンは、無気力な日々を送っていた。親の反対を押し切って軍を抜け、空港公団という自分の道を進んだ尊敬する兄トリノとは逆に、やりたいことを見つけられず、ただ流されるままの人生に嫌気が差していた。そんなある日、街で不良に絡まれ逃げ込んだ先のリフの競技場で、見事なカットバックドロップターンを決める青い服の少年を目撃する。空を自由に駆ける彼の姿に感動したサムナは、なにかがこの時動き出したことを感じていた。
そしてサムナを変えるキッカケを作った、青い服の少年“BB”にも悩みがあった。それは自分が女性であるということ。彼女の名は、ルリ。リフの大会には男性しか参加できないルールが決められていたが、スラムダウンタウンに済む彼女は生活のため、なにより好きなリフを続けるため、性別を偽って大会に参加していた。リフをする度に感じるこの街の狭さに鬱屈しながらも、自分が弱くなるのではと考えて元プロボーダーのフレイムからの誘いも断っていた。
そんな二人が出会った時、物語が動き出した。

## 登場人物
サムナ・スタージョン
本作の主人公。14歳（1巻）、16～18歳（2巻）。名門の軍人一家スタージョン家の末っ子で、ベスタにある77校の生徒。軍人エリートコースを自分の意思とは関係なく歩まされているが、飽きっぽい性格が災いして、自分でしたいことも見つけられないでいた。しかし、兄のトリノからリフボードを貰ったその日の夜、偶然迷い込んだリフ会場で“BB”の華麗なリフティングを見たことで、リフに熱中するようになる。学業成績は優秀なのだが、人の名前を覚えるのが苦手で、クラスメイトの顔と名前が一致しないこともしばしばある。リフに夢中になる前は、一人で行動することが多かったが、新型のLFOを見る為に第七演習場に一緒に潜り込んで以来、シンドとロットの二人と親友となり共に行動するようになった。
しかし、16歳の時にトリノがロットの兄コールを射殺する現場を偶然目撃。2年前から変わり果てた兄の姿に失望し、彼のリフボードを使ってリフをしている自分にも嫌気がさしたことで、夢中になっていたリフを辞めてしまう。そうして自分の気持ちを抑え続けたまま77校を卒業、軍人エリートコースである士官学校へと入学した。しかし、士官学校の入学パーティーで出会ったニー・ウィルソンからLFOライダー養成施設、NW（ニューウェーブ）の存在を知らされ、実際にLFOのライディングを見たことでLFOライダーという、新たな目標を見つける。そして18歳の夏、親の反対を押し切り士官学校を中退。自らの意思で、NW（ニューウェーブ）へと編入した。なお、この時には入隊試験の項目にリフがあったこともあり、再びリフをするようになったが、リフボードに付けているウィールはイーディを通してエミルから渡された物へと交換されている。
ルリ
本作のもう一人の主人公。14歳（1巻）、16～18歳（2巻）。ベスタのダウンタウンで生活している少女。幼少の頃、生まれ育った街が大きな地殻変動に見舞われたことで孤児となり、スラムで貧しい生活を送っていた。しかしある日、ロディ・フレイムからリフを見る目を見込まれてリフボーダーとして生きる手段を教わってからは、必死でリフティングを覚えリフ大会の賞金稼ぎとなった。リフの大会では女性の参加資格が無いために“BB（ブルーバード）”と名乗り、少年と偽ってボーダー活動を展開している。そのリフのテクニックは折り紙つきで、後に偶然それを目にしたサムナやショーンに本格的にリフを始めさせる切っ掛けを作った。
当初は、強くなった自分の力だけで規則も生活も変えられると信じていたが、16歳となった頃から、自分の力だけでは何も変えることができない現実を徐々に痛感していくようになっていく。そんな時、軍施設の実験で事故にあったフレイムから意志を託され、これを機に今まで否定し続けてきた自分の性別を受け入れると同時に塔州連邦軍のテストライダーとなった。その後、ライダーとしての将来性を見込まれたことから特待生としてNW（ニューウェーブ）に編入し、そこでかつてリフ会場で出会った少年サムナと再会した。ちなみにテストライダーとなってからは、イメージチェンジとして眼鏡を着用していたが、サムナが編入してすぐに外している。
ジリアン・ハミルトン
サムナと同じ77校に通う学生。14歳（1巻）、16～18歳（2巻）。良家の子女であるが竹を割ったような性格。同じく良家の生まれであるスティーブンとは許嫁の間柄だが、現在は同じ学校に通うサムナに対し憧れの気持ちを抱いている。彼の幼馴染であるイーディとは親友の間柄で、彼女からサムナに関する情報を教えてもらっていた。77校時代、何度かサムナと話す機会はあったものの様々な要因により、結局サムナに名前すら名乗ることができなかった。サムナの気持ちを知ろうとしてリフを始めたが、やがて自分自身の為にリフを続けるようになっていく。
妹の件で“BB”として活動していたルリと知り合い、彼女からリフティングを手ほどきしてもらったことから、“BB”の正体が彼女である事を知っている。77校を卒業後はスティーブンと共にNW（ニューウェーブ）へ入隊。そこで特待生として編入したルリ。そして、士官学校を中退して編入してきたサムナと再会することになる。
スティーブン・ビッスン
サムナと同じ77校に通う学生。14歳（1巻）、16～18歳（2巻）。冷静かつ理論的な性格の持ち主で、77校の生徒会長を務めている。軍人一家の出身であり、良家のジリアンとは許嫁の関係。優等生だが、自分が手に入れた情報を常にメモに書き記しているメモ魔。当初はリフの存在を快く思っていなかったが、リフをしているジリアンの姿に憧れたことで、自身もまたリフを始めるようになる。やがてリフを通して、自分がまだ見たことない“見晴らしのいい景色”があることを知り、「データだけじゃわからないことがたくさんある」と考えるようになったことで、それまで使っていたメモと決別した。
その後、77校の卒業式において、親の制止を振り切りると用意された士官学校を蹴って、NW（ニューウェーブ）へと入隊することを宣言した。入隊後は、編入してきたルリの情報を求めてきたフッキに対し、“データ以上に体験が大切である”と自身の学んだ体験を話して「直接聞け」と助言を送った。
ショーン・バンクス
ベスタのダウンタウンで生活している不良少年。16歳（1巻）、18歳（2巻8話）。当初は夢中になれることを見つけていた幼馴染のペズと違って、夢中になれるものを見つけることができず、コンパク・ドライブを盗んだり恐喝行為を働くことで金を稼ごうとする、ピザの配達場所をわざと回りくどく説明し、配達の制限時間をオーバーさせてタダでピザを食べようと企てる等の鬱憤晴らしを行っていた。そんなある日、出会った少年“BB”のリフティングと彼の正体を知ったことで、本格的にリフを始めるようになる。
その後、リフの大会であるベスタカップで二年連続チャンプとなった所を、塔州連邦軍にスカウトされ、ペズと共にNW（ニューウェーブ）の第一期生として、ソーヤ隊のLFOライダーとなった。
ペズ・ウェルズ
ベスタのダウンタウンで生活している不良少年。16歳（1巻）、18歳（2巻8話）。ショーンの幼馴染で、常に頭に鉢巻き状にバンダナを巻いている。喧嘩っ早いショーンをなだめる役回りで、いつも二人でつるんで行動している。普段は、ショーンの行う金儲けに付き合うことが多いが、たびたび失敗する彼に「まじめに働いたほうがいい」と提案することがほとんど。それ以外の時間は、夢中になっている故障して廃棄されていたLFOの修理を独学で行っており、後に努力の甲斐あってLFOを自力で修理出来るほどの技術を習得することに成功する。
彼自身がリフをしている描写は描かれなかったが、後にベスタカップで二年連続チャンプとなったショーンと共に塔州連邦軍にスカウトされる。彼と共にNW（ニューウェーブ）の第一期生として、ソーヤ隊にLFOライダーとして配属された。
フッキ・ズィーフ
ベスタのダウンタウン出身の少年。16～18歳（2巻）。常に帽子と眼鏡を掛けている熱血漢。ショーンがいなくなった翌年のベスタカップにおいて優勝を果たしたが、生きて行く為の資金をなかなか稼ぐことができなかったことから長い間ダウンタウンでくすぶっていた。しかしある時、ピート・サヴィルにスカウトされたことでNW（ニューウェーブ）へと入隊する。自分を倒したルリに恋心を抱いているが、本人は恥ずかしがってまともに話したがらないため、スティーブンから“シャイな女ったらし”と言われている。ちなみに、帽子を取るとアフロと見間違うほどの癖っ毛。
ニー・ウィルソン
塔州連邦軍中佐。39～40歳（2巻）。軍にKLFの必要性を訴えている人物で、ピート・サヴィルを始めとした有能なリフボーダーを片っ端からスカウトしている。その後、テストライダーであったルリにNW（ニューウェーブ）への編入を持ちかける。
ピート・サヴィル
ニー・ウィルソンの片腕。34～35歳（2巻）。ウィルソン同様、KLFの必要性を訴えている人物。サムナの兄の一人からは｢本物の戦争を知っている優秀な男｣と評されている。
ロディ・フレイム
ルリにリフティングを教えた師匠。一時期はリフボーダーのカリスマとして凄まじい人気を得ていたが、事故によりボーダー生命を絶たれ引退。その後LFOに希望を見出し、塔州連邦軍がKLF部隊設立のために進めていたLFOライディングテストに参加。しかし再び事故を起こし、当時行き場を失いかけていたルリに自分の後継としてテストに参加するよう、コンパク・ドライヴを託した。
アフロヘッド
サングラスを掛けているフレイムの片腕。同じくフレイムを慕っているルリに不満を洩らしつつも、フレイムがLFOで事故を起こしたことを報告しに来たり、彼のコンパク・ドライブを代わりに手渡した。
シンド・バック
サムナのクラスメイトであり、数少ない親友の一人。ルックスの良さから女子生徒からの人気は高いが、リフティングはあまり上手ではない様子。卒業後の進路について｢キツかった｣と本人は話しているが、どこに進むことになったかは描かれていない。
ロット・スタイプ
細い目とスキンヘッドが特徴。シンドと同じくサムナの親友の一人だったが、州軍のLFOライダーだった兄のコールが殺害され（表向きには「事故」として処理された）学校を中退してしまう。このことがサムナに大きな影響を与え、物語が大きく動き出す。中退後は、店を営んでいる親の仕事の手伝い、ブロードウェイにある2号店の店長となった。
イーディ
サムナの幼馴染で、ジリアンの学生時代の親友。ピアニストを目指しており、毎晩音楽室で練習している。卒業後は音楽学校に推薦で進学した。NEW VISIONではサムナが彼女に宛てた手紙と思われる語りが出てくる。
ローレン・ハミルトン
ジリアンの妹。病気を患っており、ずっと自宅療養を続けている。彼女がきっかけでジリアンはルリにリフティングを教わるようになったが、その後病気が完治することはなく亡くなってしまう。
エミル
サムナの行きつけのリフショップの店長。露出の多い格好と褐色の肌が特徴的な女性で、ショーンやペズとも交流を持っている。以前はリフボーダーであったが恋人をリフティングの事故で亡くしたことがきっかけでボーダーを引退、シェイパーに転身した過去を持つ。
その後、サムナが兄の一件でリフを辞めてしまった為、交流することはなくなってしまったが、本作の続編である『NEW WAVE』及び『NEW VISION』において再登場を果たし、数年振りにサムナと再会した。
トリノ・スタージョン
サムナの兄の一人であり、サムナの運命を決めた人物。スタージョン家の人間として軍人になったが、父親の猛反対を押し切り軍を抜け空港公団に転職する。やりたいことを見つけ、それを自力で掴んだ彼をサムナは尊敬するが、マフィアと州軍との裏取引の仲介を公団がしていたことから裏業界との繋がりを持ち始め、抜けがけを謀ったコールを殺害するところをサムナに目撃されてしまう。父親の名前を出すことで事件の揉み消しは出来たが、公団から解雇、家からは勘当され、恋人の家に転がり込む。当時からは想像もつかなかった彼の変貌ぶりにサムナは失望し、別れのときも最後まで彼を許すことはなかった。
チャールズ・ビームス
アニメ『交響詩篇エウレカセブン』に登場するKLF特殊機動部隊SOFの第2機動部隊長。NW（ニューウェーブ）を見学しに来た際、一悶着を起こしかけていたサムナを制止し、自身の生き方を彼に説いた。
ちなみにこの時は、アニメで搭乗していたスピア・ヘッドではなくtype R505に搭乗していた。

## 書籍
| タイトル | タイトル                                                 | 初版発行日     | ISBN                   |
| -------- | -------------------------------------------------------- | -------------- | ---------------------- |
| 1        | エウレカセブン グラヴィティボーイズ&リフティングガール 1 | 2005年11月10日 | ISBN 978-4-04-713765-3 |
| 2        | エウレカセブン グラヴィティボーイズ&リフティングガール 2 | 2006年9月21日  | ISBN 978-404-713860-5  |